# Сан-Габриель (Уругвай)
Сан-Габриель (исп. San Gabriel) — населённый пункт сельского типа на юге центральной части Уругвая, в департаменте Флорида.

## География
Расположен в южной части департамента, примерно в 30 км от административного центра департамента, города Флорида, и в 110 км от столицы страны, Монтевидео. Населённый пункт находится в месте пересечения национальных шоссе № 6 и № 56. Абсолютная высота — 123 метра над уровнем моря.

## Экономика
Экономика Сан-Габриеля основана главным образом на молочной и мясной промышленности.

## Население
По данным на 2011 год население составляет 172 человека
| Год  | Население |
| ---- | --------- |
| 2004 | 150       |
| 2011 | 172       |

Источник: